# 東名古屋港站
東名古屋港站（日语：／ Higashi-Nagoyakō eki */?）是一個位於日本愛知縣名古屋市港區大江町，屬於名古屋鐵道築港線的鐵路車站。車站編號為CH01。

## 車站構造
側式月台1面1線的地面車站。
| 路線   | 目的地 |
| ------ | ------ |
| 築港線 | 往大江 |

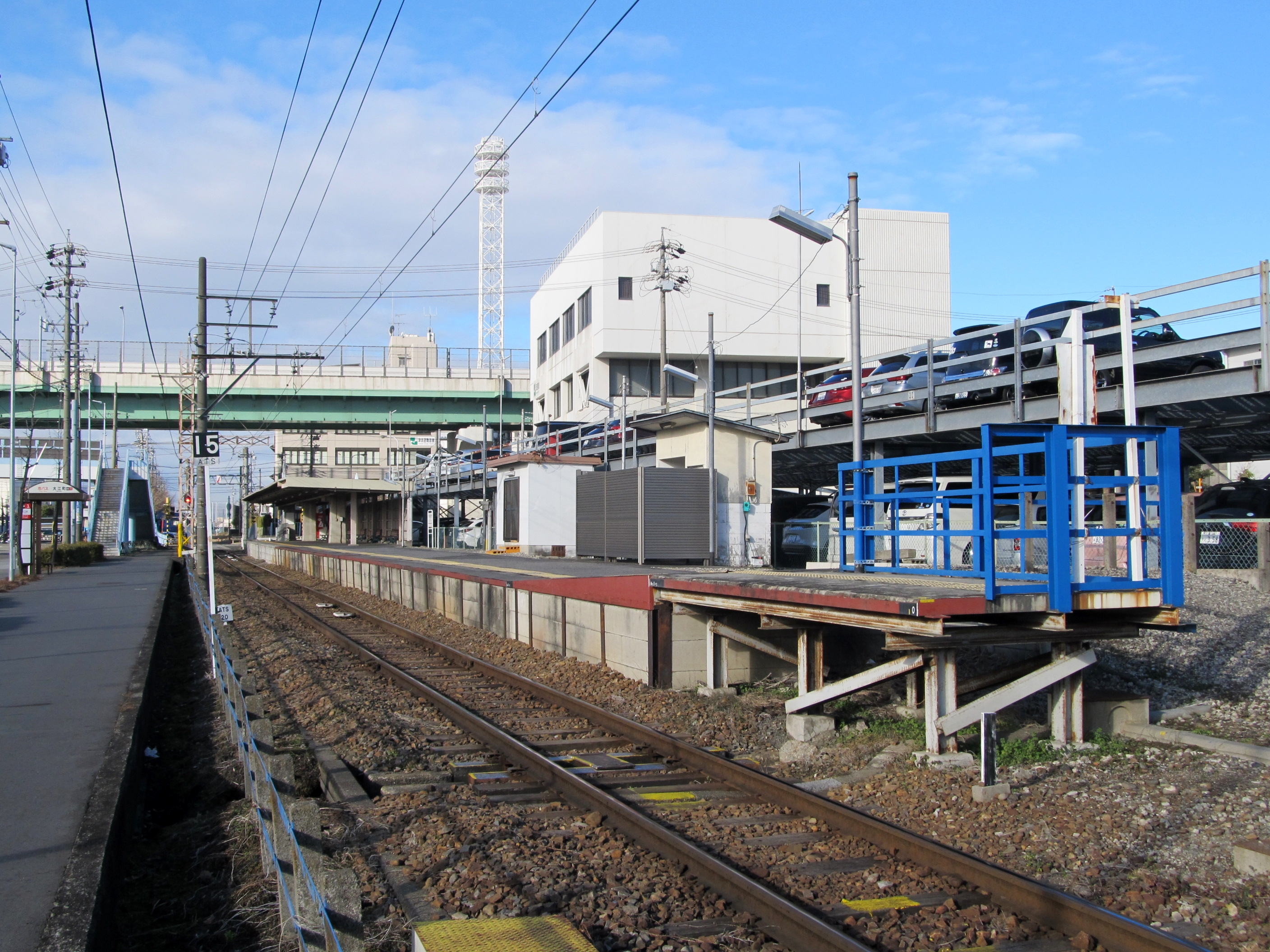
月台（2023年1月）
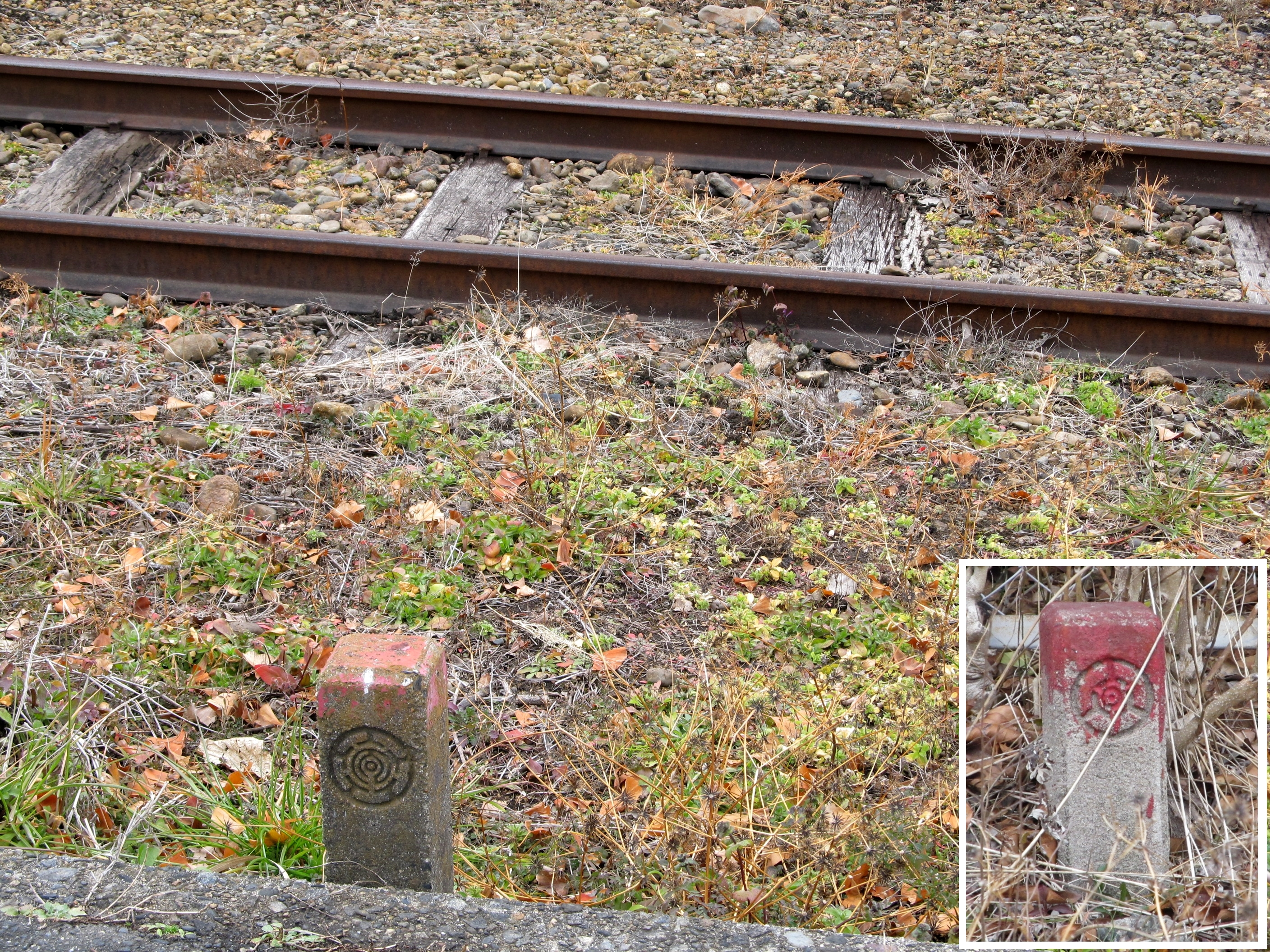
非電氣化路段打下的名古屋鐵道、愛知電氣鐵道（日语：愛知電気鉄道）邊界杭
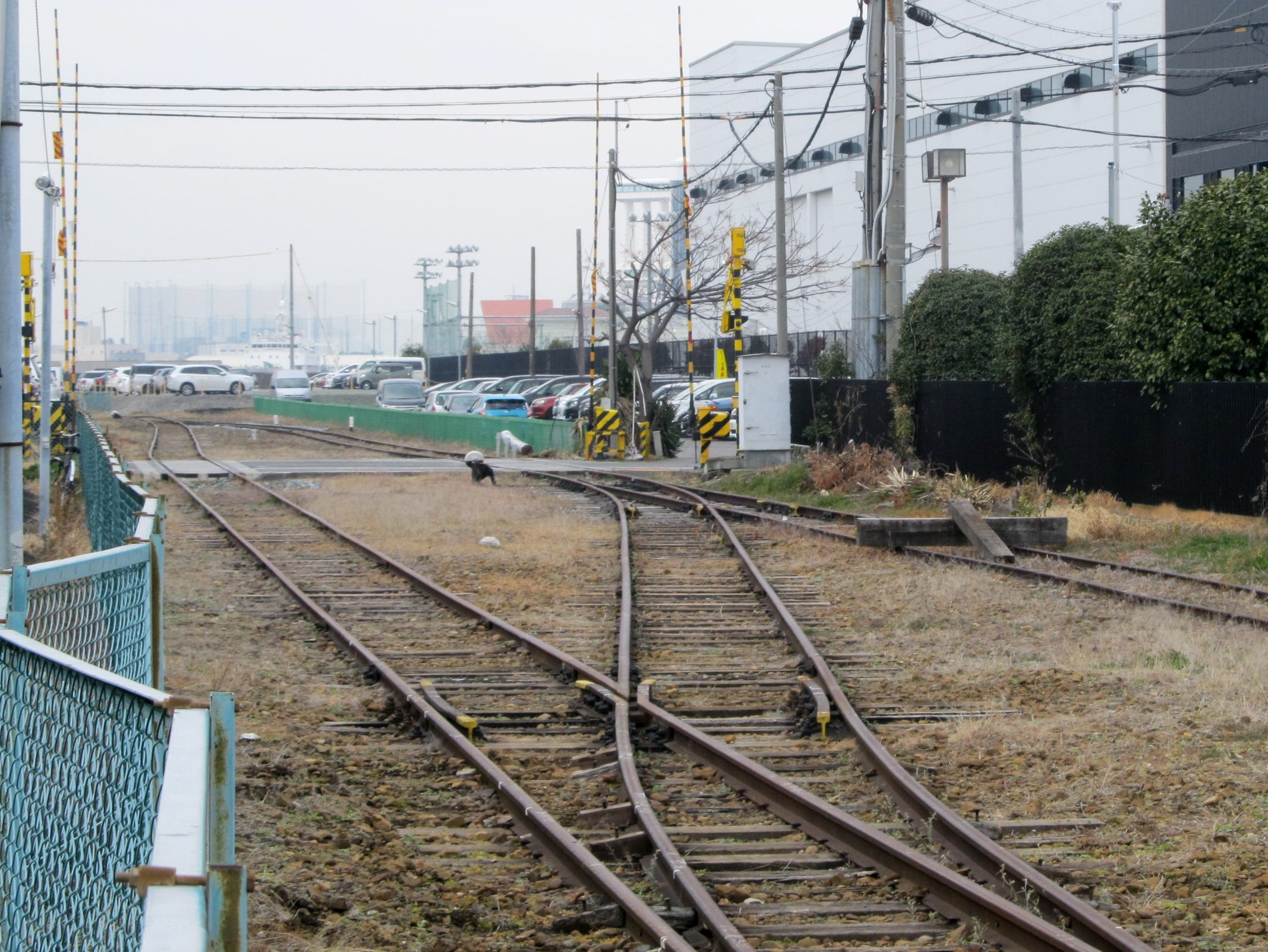
側線全景

### 配線圖
|                            | 東名古屋港站 鐵道配線略圖 | → 大江站 |
|                            | ↓ 名古屋臨海鐵道 東港站   |          |
| 图例 参考文献： 2009年現在 |                           |          |

## 相鄰車站
名古屋鐵道
 築港線
大江（TA01）－（名電築港）－東名古屋港（CH01）

## 外部連結
- 東名古屋港 - 名古屋鐵道